# 阿韋里高原

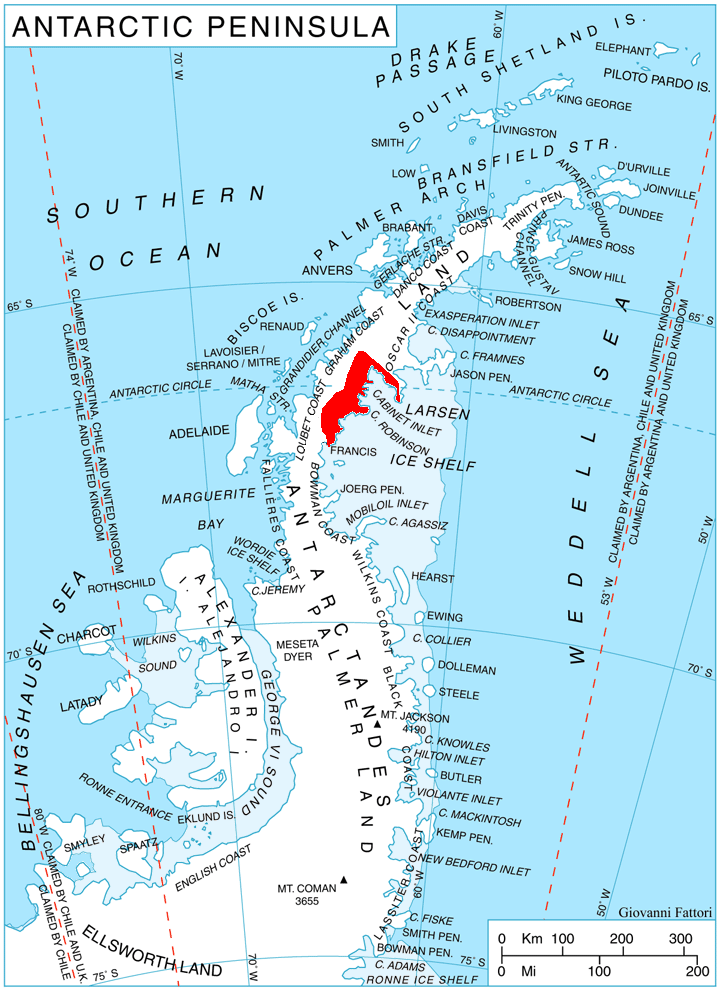

66°50′S 65°30′W / 66.833°S 65.500°W
阿韋里高原（英語：Avery Plateau）是南極洲的高原，位於葛拉漢地，長64公里，海拔高度約2,000米，由讓-巴蒂斯特·夏古率領的法國探險隊發現，在1946年由英國研究隊測量。